# Три лика страха
«Три лика страха» (итал. I Tre Volti della Paura) — альманах ужасов итальянского режиссёра Марио Бава. Премьера фильма состоялась 17 августа 1963 года. Как и другие киноальманахи шестидесятых, фильм состоит из трёх частей с самостоятельным сюжетом: «Телефон», «Вурдалак», «Капли воды». Каждая из них, как заявлено в титрах, имеет в основе классическое произведение: первая — рассказ А. П. Чехова, вторая — повесть А. К. Толстого «Семья вурдалака» (1839), третья — новеллу Ги де Мопассана. При этом экранизацией можно назвать только эпизод «Вурдалак», тогда как остальные не имеют никакого отношения к творчеству Чехова или Мопассана.
В англоязычном прокате фильм шёл под названием Black Sabbath («Чёрная суббота»). Под впечатлением от этого фильма британская рок-группа Black Sabbath написала одноимённую песню и взяла название по ней.

## Сюжет
В альманахе использовано обрамление: вступительное слово перед каждым эпизодом произносит Борис Карлофф, сыгравший во второй части вурдалака. Финал решён в юмористическом ключе: скачущий на лошади Борис Карлофф сообщает зрителю, что ужасы кончились. После этого камера отъезжает назад и становится видно, что вместо реальной лошади использован муляж, а в роли леса выступают ветки, с которыми бегают люди по кругу.

### Эпизод первый — «Телефон»
Рози беспокоят телефонные звонки, в трубке голос незнакомца говорит, что она скоро умрёт. Рози убеждается, что неизвестный каким-то образом видит и контролирует все её действия и телефонные звонки, так что она даже не может вызвать полицию. Напуганная Рози приглашает свою подругу Мэри для того, чтобы она побыла с ней ночь. Голос незнакомца сообщает Рози, что он её бывший возлюбленный, который не без её участия оказался за решёткой, недавно сбежал из тюрьмы и теперь хочет ей отомстить. Бывший возлюбленный Рози приходит к ней домой ночью, сначала душит Мэри, а потом нападает на Рози. Защищаясь, она убивает его ножом.

### Эпизод второй — «Вурдалак»
Молодой дворянин Владимир во время прогулки верхом обнаруживает обезглавленный труп человека. В ближайшем населённом пункте (постоялый двор) он просит провести ночь, однако замечает что жители деревни находятся в непонятном волнении. Они ждут старика, который отправился убить грабителя Алибека, однако, по его словам, если он не вернётся в течение пяти дней, то это будет означать что он превратился в вурдалака. Вскоре Владимир влюбляется в молодую девушку по имени Зденка. Когда наступил пятый день с момента отъезда старика, он возвращается, неся в руках голову убитого разбойника. Но старик сам стал вурдалаком — он убивает всю свою семью. Владимир и Зденка бежали, но старик нашёл их убежище и убил Зденку. Став вурдалаком, она вонзила свои клыки в шею Владимира.

### Эпизод третий — «Капли воды»
Медсестра Хелен, которая время от времени ухаживает за престарелой графиней Мисс Перкинс, была вызвана в дом после её внезапной кончины. В пустом доме находятся коты, которые своим фырканьем проявляют недовольство появившейся незнакомкой. Во время одевания умершей Хелен замечает на её пальце кольцо, которое решила взять себе. Возвратившись домой и надев кольцо покойной, Хелен пугается звуков падающих капель, в её квартире происходят сбои электричества, слышатся чьи-то стоны и голоса. В темноте Хелен зажигает свечу и открывает одну из дверей, за которой видит призрак умершей мисс Перкинс. Далее следует крик ужаса, а утром полиция находит труп медсестры с ободранным синим пальцем, на который было надето кольцо.

## В ролях
«Телефон» (Le Téléphone; Il telefono)
- Мишель Мерсье — Рози
- Лидия Альфонси — Мэри

«Вурдалак» (Les Wurdalaks; I Wurdalak)
- Борис Карлофф — Горка
- Марк Дэймон — Владимир
- Сюзи Андерсен — Зденка
- Массимо Риги — Петро
- Глауко Онорато — Георгий
- Рика Диалина — Мария

«Капли воды» (La Goutte d’eau; La goccia d’acqua)
- Жаклин Пьерро — Хелен
- Милли Монти — прислуга
- Гариетт Медин — мисс Перкинс
- Густаво Де Нардо — инспектор полиции